# Sitio Hillman

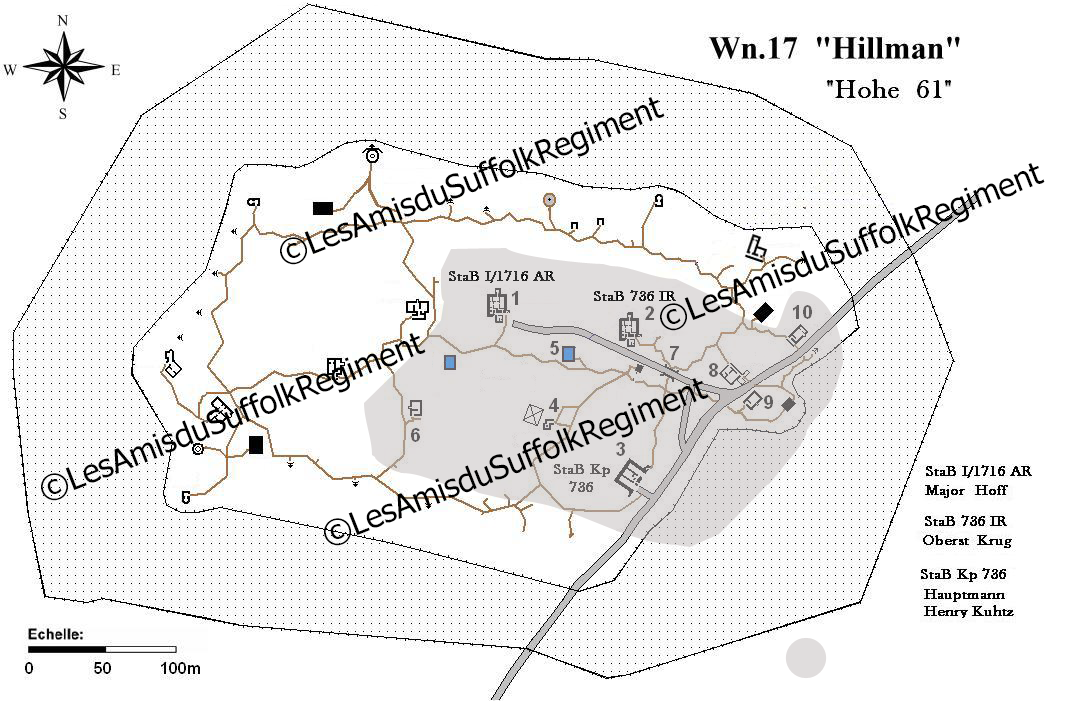
Leyenda:
1: puesto de mando (artillería)
2: puesto de mando (infantería)
3: memorial del Suffolk Rgt
4: pozo
5: depósito
6: puesto de guardia oeste
7: puente
8: cocina
9: puesto de guardia este
10: puesto de guardia norte.

El Sitio Hillman (del francés: Site Hillman) es un puesto de mando alemán construido durante la Segunda Guerra Mundial y situado en Colleville-Montgomery, Normandía, Francia.

## Presentación
Entre 1942 y 1944, en el sur del municipio de Colleville-Montgomery (llamado Colleville-sur-Orne en aquella época) los alemanes construyeron un sitio fortificado con más de 18 estructuras de hormigón armado subterráneas llamado Hillman, nombre de código dado por los ingleses para el desembarco.

## Descripción
Aquí se encontraban el Cuartel general de Artillería dirigido por el mayor HOFF y el Cuartel general de las defensas costeras al mando del coronel KRUG. Este sitio fue ocupado por 60 hombres del 736e Regimiento de Granaderos. Los búnkeres enterrados a 3 metros de profundidad fueron equipados con cúpulas blindados de 30 a 40 cm de espesor, dotadas de periscopios. Estos emplazamientos hormigonados fueron totalmente proveídos de un sistema de ventilación mecánica y de una calefacción central.
Había una red compleja de zanjas entre las diferentes posiciones subterráneas que eran las salas de control, las salas radios, las salas telefónicas, los puestos de guardia, el garaje, el pozo...
El conjunto de la posición fue estratégicamente bien colocado. Establecido en una altura de 61 metros con relación al nivel del mar, el sitio dominaba toda la costa Normanda. Así la zona de fuego se extendía a 600 metros y más en varias direcciones. De hecho Hillman era una verdadera fortaleza que se podía comparar con partes de la línea Maginot.

## Día D
El 6 de junio de 1944, fue el 1.er Batallón del Suffolk Regiment el que tuvo la tarea difícil de apoderarse de las fortificaciones que pudieron ser tomadas sólo el 7 de junio por la mañana. El Estado Mayor británico había subestimado fuertemente la capacidad de resistencia de Hillman.
Hoy en día los historiadores coinciden en que la fuerte resistencia del punto fuerte Hillman fue un factor que impidió la 3.ª División de Infantería británica apoderarse de Caen desde el 6 de junio por la noche.

## Posguerra
En los años de la posguerra estos lugares subterráneos se llenaron poco a poco con tierra y escombros, lo que también ayudó a mantener en buen estado. En 1989, un residente de Colleville Montgomery, Señora LÉNAULD, propietario de una de las parcelas sobre el cual fue implantado uno de los búnkeres, lo donó al Suffolk Regiment. Allí un memorial fue instalado e inaugurado en presencia de los veteranos del Suffolk Regiment el 6 de junio de 1989.
Desde entonces, una asociación de Colleville Montgomery, " Los Amigos del Suffolk Regiment " acometió como voluntario, y con el apoyo del municipio, de restaurar varios otros búnker, entre los cuales el PC del Coronel KRUG.

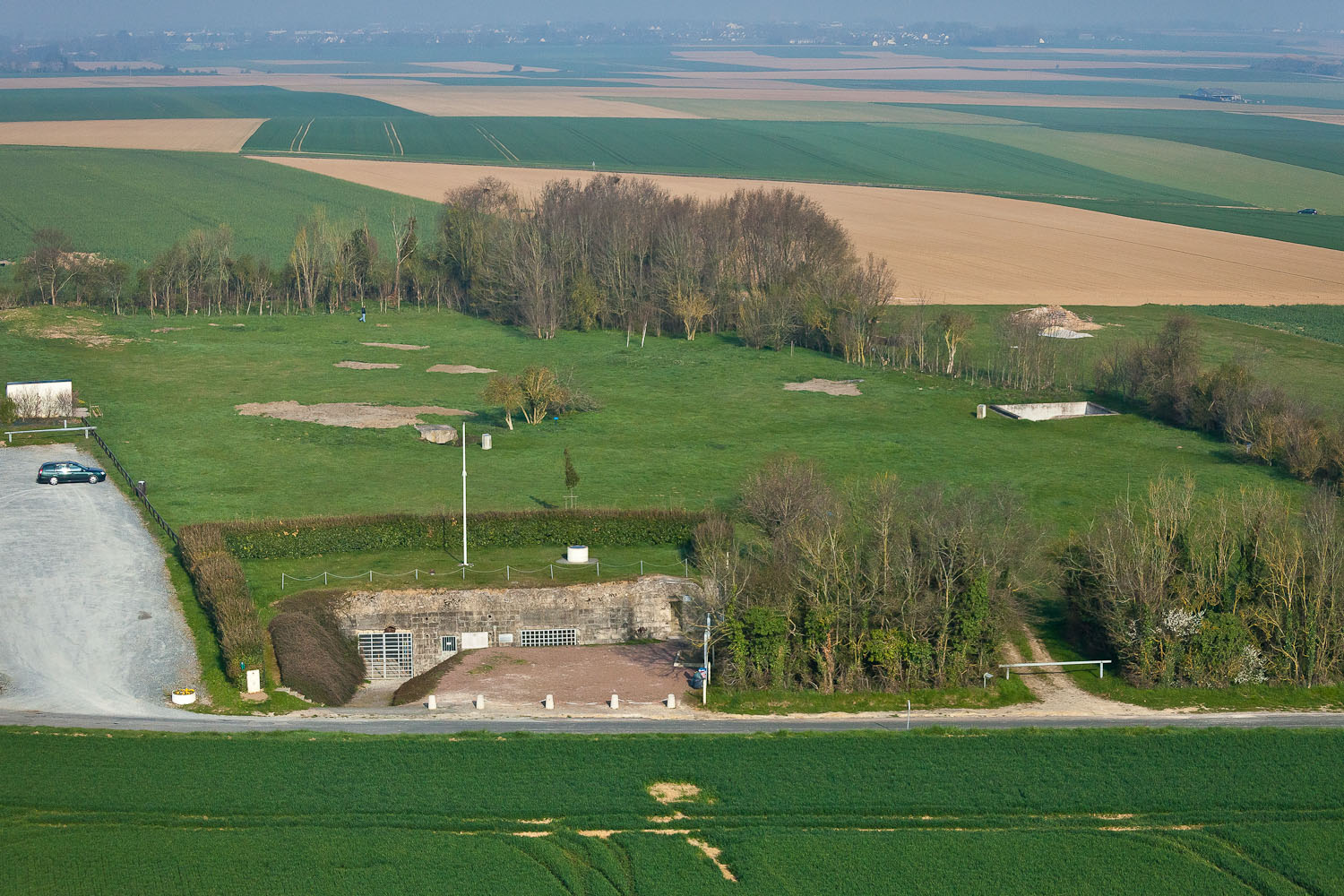
Vista aérea del punto fuerte Hillman
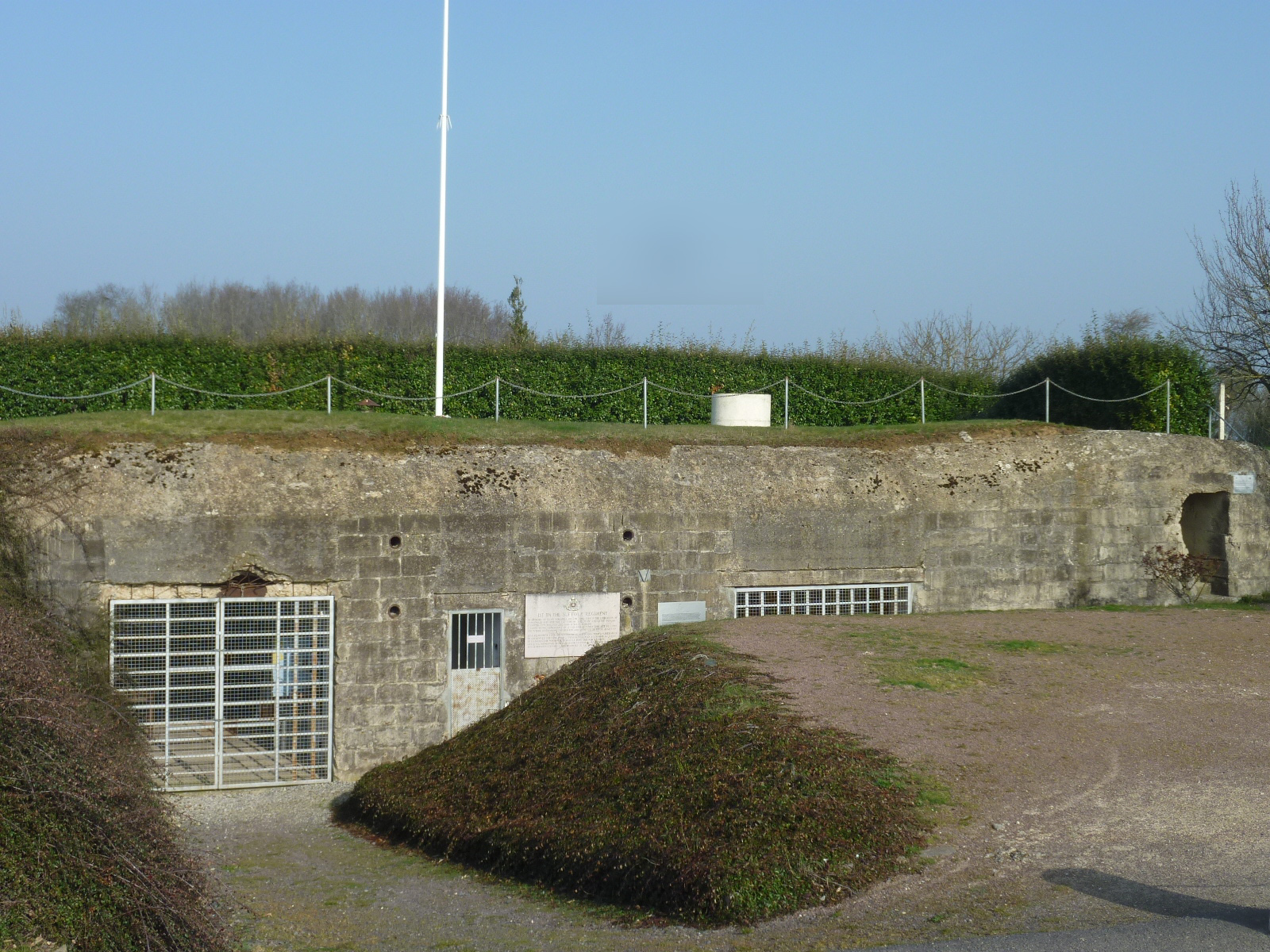
Bunker cedido al Regimiento de Suffolk en 1989 para convertirse en su memorial